# A Warrior's Heart
A Warrior's Heart (Corazón de guerrero en España), es una película de género deportes/romántica, dirigida por Michael F. Sears, protagonizada por el actor Kellan Lutz y la actriz Ashley Greene.
La película está basada en el libro de Martin Dugard, quién también escribió el guion.

## Sinopsis
El joven Conor Sullivan (Kellan Lutz) es una estrella deportiva en su instituto que tras la muerte de su padre, militar de la marina, comienza una andadura autodestructiva. Pero el duro entrenamiento de lacrosse, bajo la tutela de un viejo amigo de su padre, el sargento mayor Duke Wayne, le abre los ojos y le hará encontrar el verdadero significado de la madurez.

## Reparto
| Actor            |                             |
| ---------------- | --------------------------- |
| Kellan Lutz      | Conor Sullivan              |
| Adam Beach       | Sgt. Duque importante Wayne |
| Ashley Greene    | Brooklyn                    |
| Gabrielle Anwar  | Claire Sullivan             |
| Chord Overstreet | Dupree                      |
| William Mapother | David Milligan              |
| Aaron Cerro      | Joe Bryant                  |
| Chris Potter     | Seamus Sullivan             |
| Jay Hayden       | JP Jones                    |
| Ridge Canipe     | Keegan Sullivan             |
| Daniel Booko     | Powell                      |
| JT Alexander     | Sierra Lacrosse Jugador #29 |
| Alex Rose Wiesel | Chicas Lacrosse Jugador #12 |
| Bryan Lillis     | Riggins                     |
| Hymnson Chan     | Brierfield Jugador          |
| Lauren Minite    | Charlie                     |
| Jim Pacitti      | Entrenador Jarvis           |
| Basilina Butler  | Padre                       |
| Diego Acuna      | Árbitro de Costa Del oeste  |
| Randall mayo     | Árbitro de Costa Del este   |